# Petalocephala perakensis
Petalocephala perakensis är en insektsart som beskrevs av William Lucas Distant 1912. Petalocephala perakensis ingår i släktet Petalocephala och familjen dvärgstritar. Inga underarter finns listade i Catalogue of Life.